# أليسون شميت
أليسون شميت (Allison Schmitt) هي لاعبة أولمبية لرياضة السباحة من الولايات المتحدة. شاركت في الأولمبياد الصيفي في 2008–2012، وفازت بما مجموعه 6 ميداليات.

## الميداليات
| ذهب | فضة | برونز | المجموع |
| 3   | 1   | 2     | 6       |

## روابط خارجية
- أليسون شميت على موقع الاتحاد الدولي للسباحة (الإنجليزية)
- أليسون شميت على موقع SwimRankings.net (الإنجليزية)
- أليسون شميت على موقع اللجنة الأولمبية الدولية (الإنجليزية)
- أليسون شميت على موقع أوليمبيديا (الإنجليزية)
- أليسون شميت على موقع اللجنة الأولمبية والبارالمبية الأمريكية (الإنجليزية)